# Quai de la Gare
Der Quai de la Gare führt der Seine in Paris entlang und liegt im Quartier de la Gare im 13. Arrondissement.

## Lage
Der Quai de la Gare ist ein Teil der Pariser Uferstraßen und liegt zwischen dem Quai d’Austerlitz und dem Quai François Mauriac oberhalb des Port de la Gare.

## Namensursprung
Der Quai verdankt seinen Namen dem Gare d'eau d'Ivry, einem von Ludwig XV. geplanten Binnenhafen. Er befand sich in der Nähe des Krankenhauses Salpêtrière, das bereits 1770 aufgrund des Letters Patent vom 25. November 1762 gebaut wurde und eine neue Lagerhalle für Getreide und eine Station für Schiffe in Paris errichtete, die am darauf folgenden 22. Dezember im Pariser Parlament eingetragen wurde, um die Schiffe vor dem Eis zu schützen.

## Geschichte
Diese Uferstraße existierte seit 1670 als Weg. In der Folge wurde sie ein Teil der Route nationale 19 und danach die Route départementale 22. 1863 wurde sie in das Pariser Straßenverzeichnis aufgenommen.

## Sehenswürdigkeiten
- Der Quai endet an der Bibliothèque nationale François-Mitterrand
- Der Quai verläuft oberhalb des Port de la Gare mit dem Flussschwimmbad Piscine Joséphine-Baker